# Sphaerodactylus cochranae
Sphaerodactylus cochranae — вид геконоподібних ящірок родини Sphaerodactylidae. Ендемік Домініканської Республіки. Вид названий на честь американської герпетологині Доріс Мейбл Кочран.

## Поширення і екологія
Sphaerodactylus cochranae відомі з типової місцевості, розташованої на південному узбережжі затоки Самана. Вони живуть в тропічних лісах, серед вапнякових скель, віддають перевагу заростям бромелієвих. Зустрічаються на висоті до 341 м над рівнем моря. Відкладають яйця.

## Збереження
МСОП класифікує цей вид як такий, що перебуває на межі зникнення. Sphaerodactylus cochranae загрожує знищення природного середовища. 